# Antoine François Gelée
Pour les articles homonymes, voir Gelée.
Antoine François Gelée est un graveur, lithographe et illustrateur français né le 19 avril 1796 à Paris et mort le 27 février 1860 dans la même ville.

## Biographie
Antoine François Gelée naît du mariage de Jean Baptiste Pascal Gelée, fondeur, et de Louise Madeleine Simon. Élève à l'École nationale supérieure des beaux-arts d'Anne-Louis Girodet et de Jean Louis Charles Pauquet, il reçoit en 1820 le deuxième prix de Rome de gravure, puis en 1824 le premier prix pour son Étude académique gravée d'après nature, qui lui vaut de séjourner à la villa Médicis à Rome jusqu'en 1829.
Marié à Antoinette Legrand (née en 1804), père de trois enfants, membre de la Société des beaux-arts, il est installé à Paris, successivement au 4, rue de la Grange-aux-Belles selon des sources de 1832, puis au 223, rue Saint-Jacques selon des sources de 1848.
Spécialisé dans la gravure d'interprétation, Antoine François Gelée a possédé son propre portrait dessiné par Narcisse Lecomte (1794-1882) et qui n'est à présent plus localisé. Ses traits nous restent cependant connus, d'une part par sa photographie que conserve la Bibliothèque nationale de France, d'autre part par le portrait qu'en brossa en 1832 le peintre rouennais Paul Claude-Michel Carpentier (1787-1877), également appelé Paul Lecarpentier, conservé au  musée d'Art de Dallas,.

## Contributions bibliophiliques
- Sous la direction d'Hippolyte de Courval, Tableaux de la Sainte Bible ou loges de Raphaël, Antoine François Gelée parmi les illustrateurs, Prodhomme et Cie, Paris, 1825[11].
- Georges Cuvier, Discours sur les révolutions de la surface du globe et sur les changements qu'elles ont produits dans le règne animal, Antoine François Gelée parmi les lithographes illustrateurs, imprimerie de A. Belin à Paris, G. Dufour et Ed. d'Ocagne, libraires-éditeurs à Paris et Amsterdam, 1826[12].
- Claude-Joseph Dorat, Œuvres choisies de Dorat, précédées d'une notice biographique et littéraire de M. Després, ornées d'une gravure, frontispice d'Antoine François Gelée, Paris, Jamet et Cotelle, imprimerie de Firmin Didot, 1827.
- Charles Gavard, Galeries historiques de Versailles, 1830.
- Fénelon, Les Aventures de Télémaque suivies des Aventures d'Aristonous, gravures sur acier par Antoine François Gelée, Émile Giroux, Charles de Lalaisse et Jean-François Pourvoyeur d'après les dessins de Victor Adam, Paris, Alphonse Henriot éditeur, 1837.
- Travaux d'Hercule composés par Nicolas Poussin pour la décoration de la grande galerie du Louvre, suite de vingt planches d'Antoine François Gelée d'après Nicolas Poussin, Paris, Jacques-Édouard Gatteaux éditeur, 1850.

## Expositions
- Poussin and Nature. Arcadian Visions, musée des Beaux-Arts de Bilbao, d'octobre 2007 à janvier 2008 ; Metropolitan Museum of Art, New York, de février à mai 2008[13].

## Collections publiques

### Australie
- Sydney, galerie d'art de Nouvelle-Galles du Sud : Le Berger de Virgile, gravure au burin d'après Félix Boisselier[14].

### Belgique
- Liège, université de Liège : Daphnis et Chloé, 1822, gravure au burin d'après Louis Hersent[15].

### Espagne
- Madrid, Bibliothèque nationale d'Espagne : La Chute des anges, gravure d'après Jean-Jacques Flatters pour Le Paradis Perdu de John Milton dans sa traduction française par François-René de Chateaubriand, Paris, imprimerie F. Chardon aîné, 1839[16].

### États-Unis
- Cambridge, Fogg Art Museum :
  - Le Berger de Virgile, 1824, gravure au burin d'après Félix Boisselier[17] ;
  - Daphnis et Chloé, gravure au burin d'après Louis Hersent[18].
- Williamstown, Clark Art Institute : Daphnis et Chloé, gravure au burin d'après Louis Hersent[19].

### France
- Paris :
  - Chalcographie du Louvre :

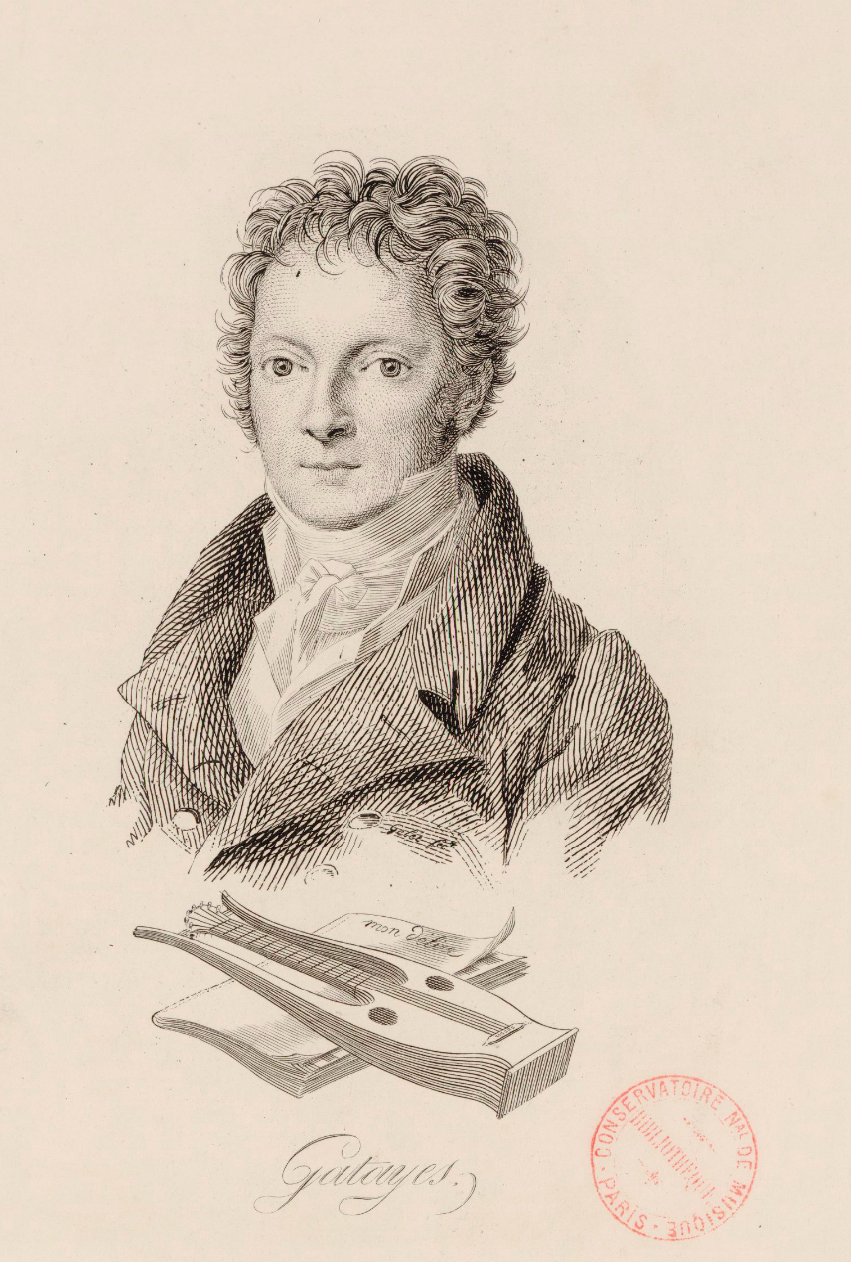
Portrait de Guillaume Antoine Pierre Gatayes, Paris, BnF.

    - Étude de terme pour le plafond de la grande galerie du Louvre, gravure d'après Nicolas Poussin servant de frontispice aux Travaux d'Hercule publiés par Jacques-Édouard Gatteaux en 1850[20] ;
    - Hercule tuant son maître de musique Linos avec sa lyre, gravure d'après Nicolas Poussin, projet pour le plafond de la grande galerie du Louvre[21] ;
    - Hercule tue deux serpents en présence de son frère Iphiclès, gravure d'après Nicolas Poussin[22].

  - département des estampes et de la photographie de la Bibliothèque nationale de France :
    - Philippe IV le Bel à la bataille de Mons-en-Pévèle, 1841, gravure en taille-douce[23] ;
    - Portrait de Guillaume Antoine Pierre Gatayes (1774-1846), gravure au burin[24].

  - École nationale supérieure des beaux-arts :
    - Étude académique gravée d'après nature, 1824, prix de Rome[3] ;
    - Portrait de Lusius, gravure[25] ;
    - Portrait de Trajan, gravure[26].

  - musée de l'Armée : Passage de la Guadarrama par l'armée française en Espagne, 24 décembre 1808, vers 1823, gravure d'après Nicolas Antoine Taunay[27].
- Quimper, musée des Beaux-Arts : La Justice et la Vengeance Divine poursuivant le Crime, eau-forte d'après Pierre-Paul Prud'hon[28].
- Sainte-Menehould, musée d'Art et d'Histoire : Portrait de Ferdinand Alvare de Tolède, gravure d'après Léopold Massard pour les Galeries historiques de Versailles de Charles Gavard[29].
- Villard-Bonnot, Maison Aristide-Bergès - Musée de la houille blanche : La Marée d'équinoxe, 1832, eau-forte d'après Camille Roqueplan[30].

### Pays-Bas
- Amsterdam, Rijksmuseum : Daphnis et Chloé, gravure au burin d'après Louis Hersent.

### Royaume-Uni
- Londres :
  - British Museum : La Chute des anges, 1839, gravure d'après Jean-Jacques Flatters[31].
  - Royal Collection : Louis II de Bourbon-Condé, gravure d'après Michel Corneille l'Ancien[32].
  - Wellcome Trust : Le Martyre de Saint Pierre, gravure d'après Sébastien Cœuré[33].

Gravures d'Antoine François Gelée
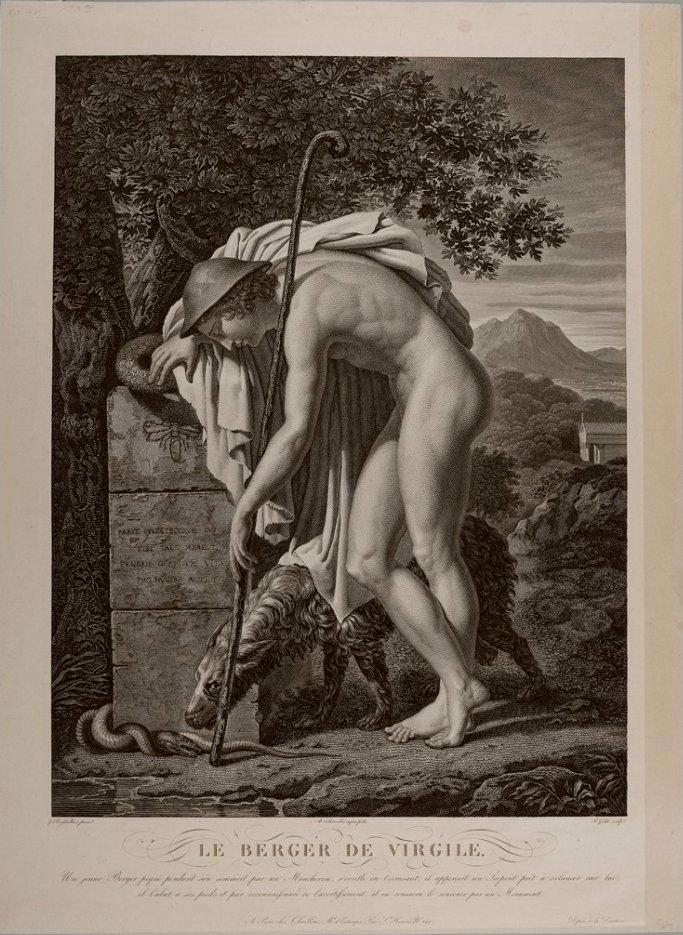
Le Berger de Virgile
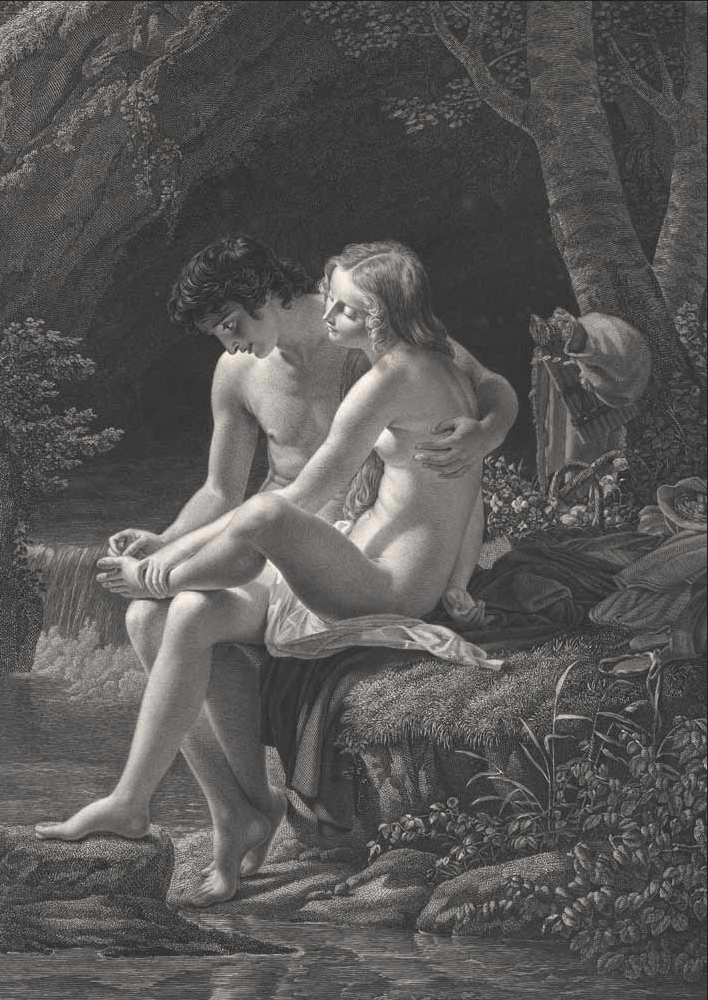
Daphnis et Chloé
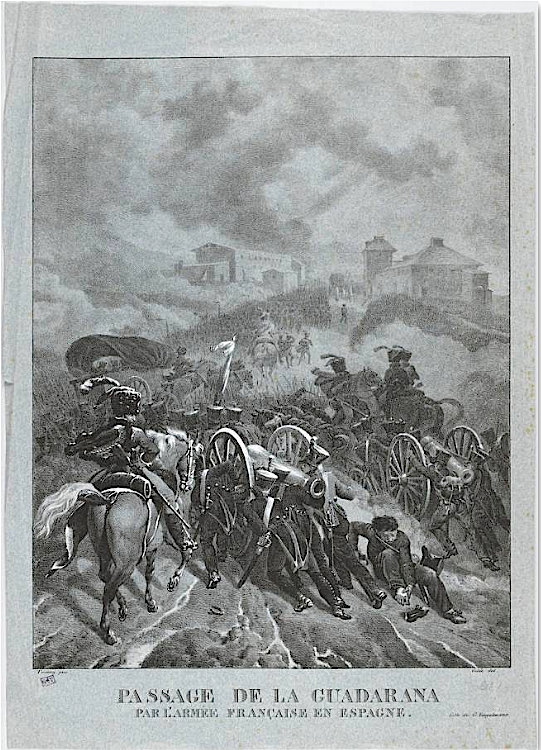
Passage de la Guadarrama par l'armée française en Espagne
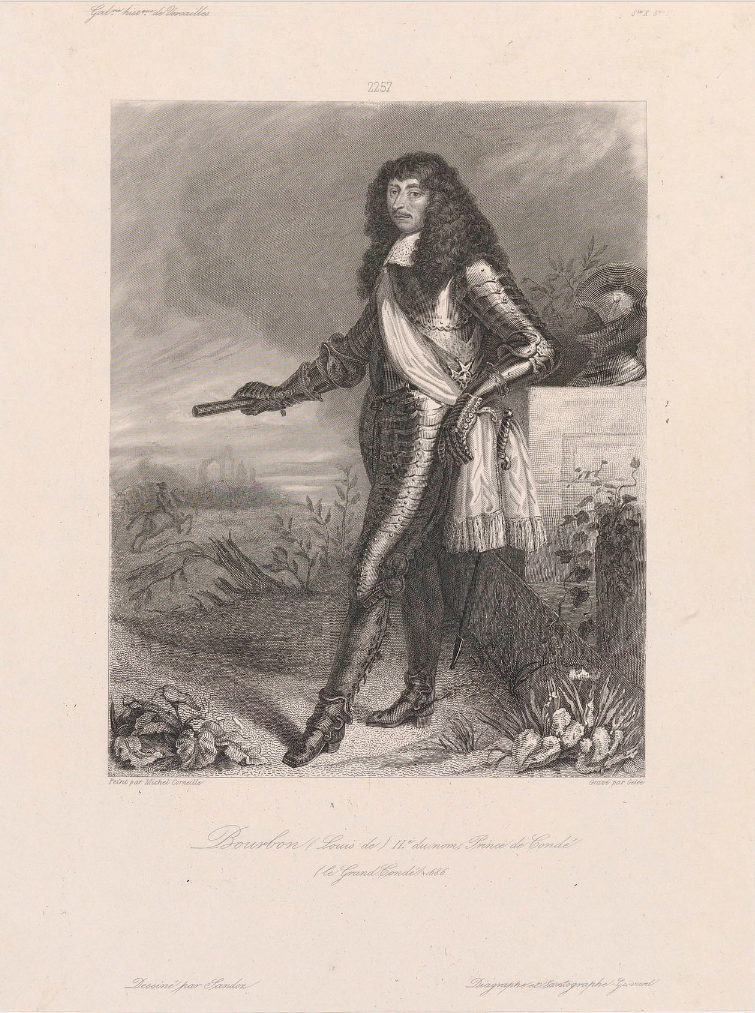
Louis II de Bourbon-Condé
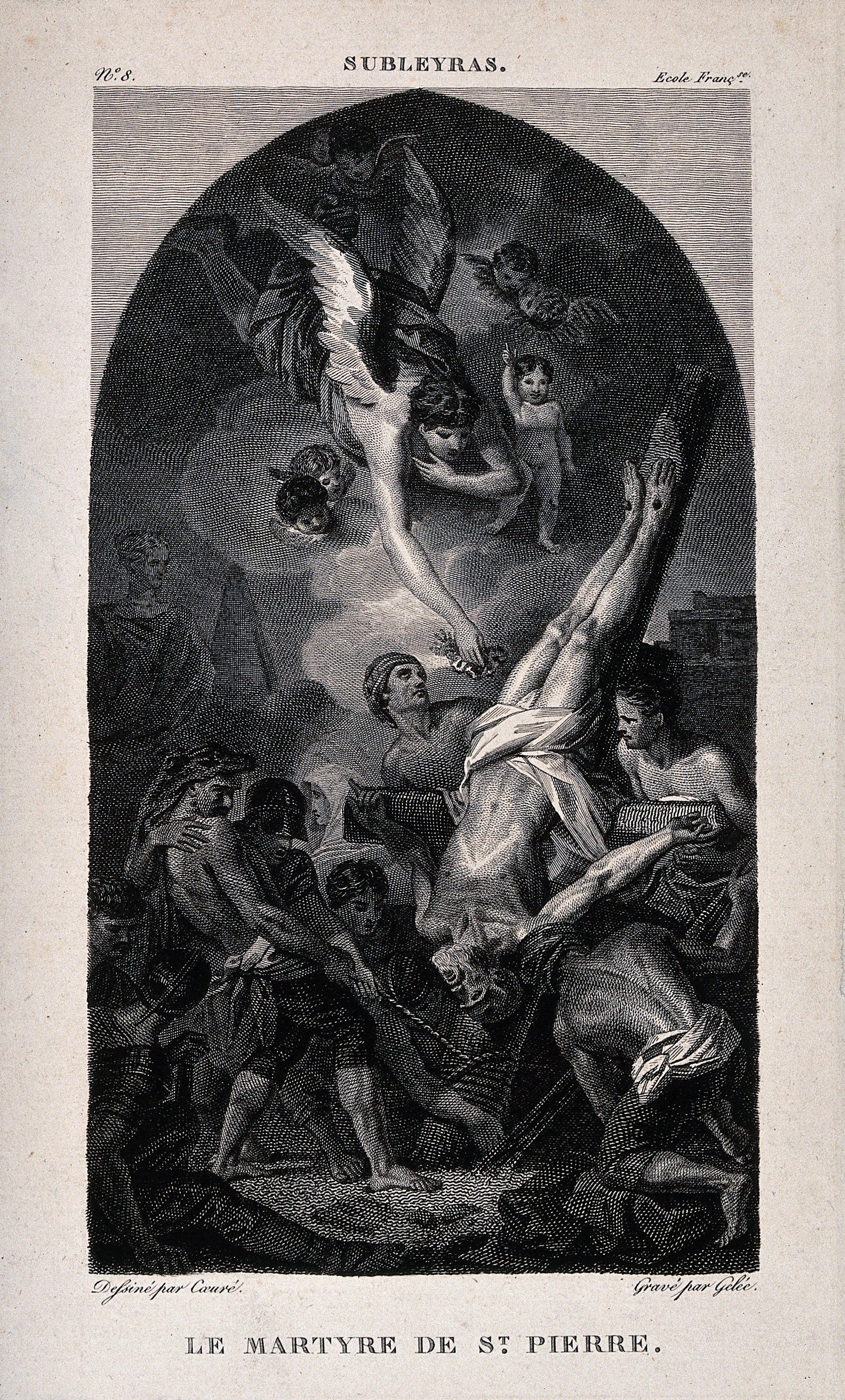
Le Martyre de Saint-Pierre

## Récompenses et distinctions
- Prix de Rome de gravure, 1824.
- Médaille de première classe pour son eau-forte d'après Pierre-Paul Prud'hon La Justice et la Vengeance divine poursuivant le Crime, Paris, Salon de 1842[2].
- Médailles aux expositions de Lille, Cambrai et Douai, non datées[5].

## Élèves
- Marguerite-Marie Chenu[34].
- Ferdinand Delannoy[35]
- Eugène Leguay[36].